# Undersåkers distrikt
Undersåkers distrikt är ett distrikt i Åre kommun och Jämtlands län. Distriktet ligger omkring Undersåker och Järpen i västra Jämtland och gränsar till Härjedalen och Norge.

## Tidigare administrativ tillhörighet
Distriktet inrättades 2016 och utgörs av Undersåkers socken i Åre kommun.
Området motsvarar den omfattning Undersåkers församling hade 1999/2000.

## Tätorter och småorter
I Undersåkers distrikt finns två tätorter och sju småorter.

### Tätorter
- Järpen
- Undersåker

### Småorter
- Bonäset (del av)
- Edsåsdalen
- Hålland
- Nyland
- Ottsjö
- Rista norra
- Svensta och Hasselbacken